# Furand
Cet article possède un paronyme, voir Durand.
Le Furand est une rivière française, en région Auvergne-Rhône-Alpes, dans le département de l'Isère, affluent droit de l'Isère, et donc sous-affluent du Rhône.

## Géographie
De 20,5 km de longueur, la rivière, qui se présente sous la forme d'un cours au débit fluctuant selon les saisons, prend sa source au hameau de la Ville d'or à Dionay à plus de 600 m d'altitude, sur le Plateau de Chambaran.
Elle coule de manière générale vers le sud, puis vers le sud-ouest au niveau du dernier tiers de son parcours. Elle conflue avec l'Isère au niveau de la commune de Saint-Lattier.

### Communes et cantons traversés
- Communes

Dionay (source), Saint Antoine l'Abbaye, Chatte, Saint-Bonnet-de-Chavagne, Saint-Hilaire-du-Rosier, Saint-Lattier (confluence avec l'Isère).
- Canton

Canton du Sud Grésivaudan

### Bassin versant
Le Furand traverse une seule zone hydrologique « L'Isère de la Bourne au ruisseau de Béaure » (W340) de 11 275 km2 de superficie.

## Affluents
Ses affluents sont tous des ruisseaux et rûs s'écoulant sur la pente sud du plateau de Chambaran, on peut noter, le Merdaret (18,6 km ), le Frison (7,3 km ) sur la rive gauche, et l'Armelle (7,9 km), les ruisseaux de Charreton, de Font-Froide et de Muzellin sur la rive droite.

### Rang de Strahler
Le Merdaret étant de rang de Strahler trois, le Furand est de rang de Strahler quatre.

## Aménagements et écologie

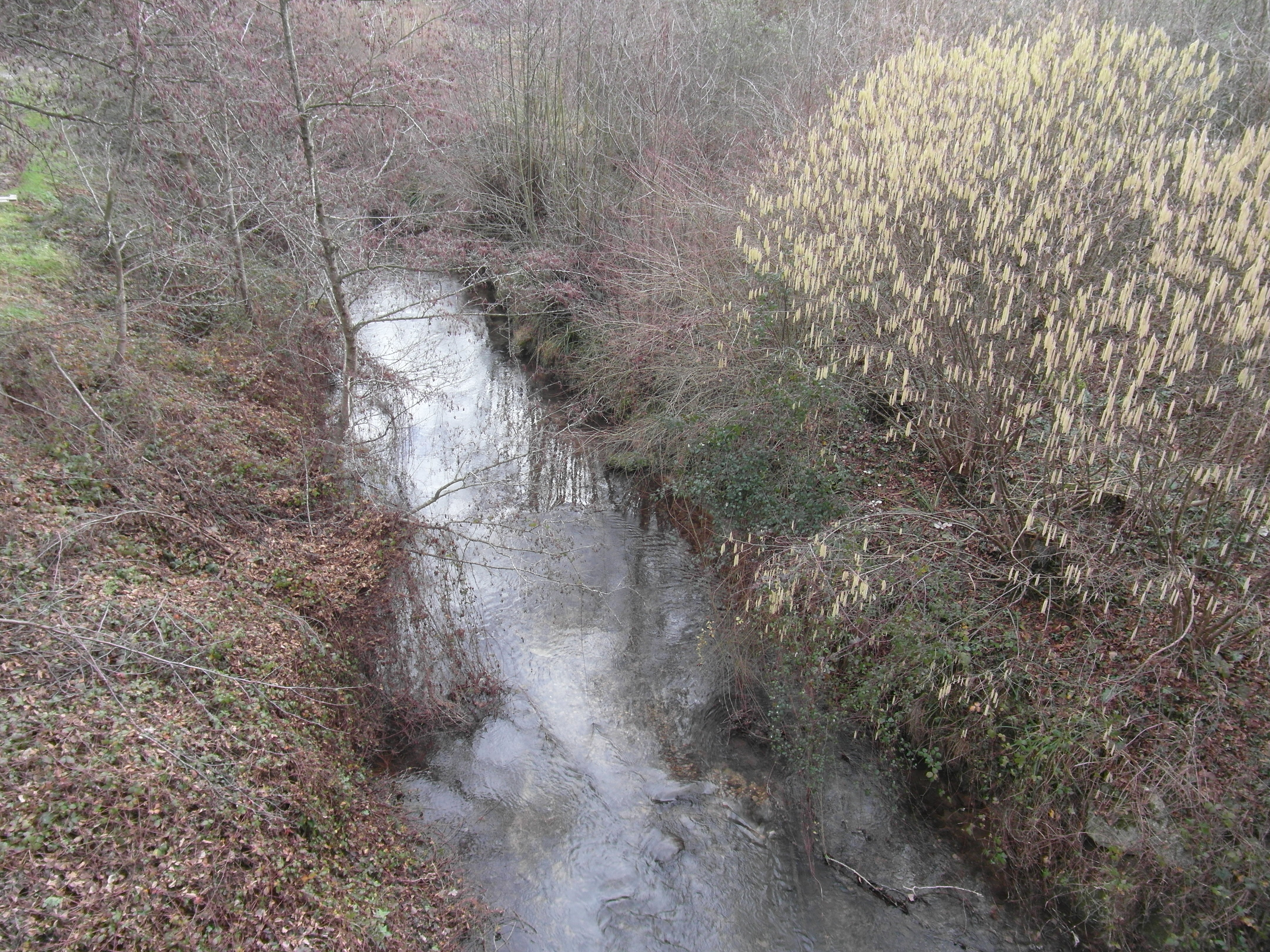
Le Furand à Saint-Lattier

- ZNIEFF de la tête de bassin du Furand

Cette zone naturelle d'intérêt écologique, située non loin de la confluence du Furand avec l'Isère, est constituée d’une diversité de milieux naturels.
De nombreuses étendues d'eau apparaissant dans les sables calcaires de cette zone hébergent de nombreux amphibiens dont le sonneur à ventre jaune, un petit crapaud, ou le triton crêté. Ce secteur du Furand abrite également l’écrevisse à pattes blanches. La présence de ce crustacé garantit généralement une la bonne qualité de l'eau et des habitats aquatiques mais sa population semble fortement régressé depuis quelques décennies.

## Lieux Historiques

### L'abbaye Saint-Antoine
Le Furand possède la particularité de s'écouler au pied de l'abbaye de Saint-Antoine-l'Abbaye, abbaye-mère de l'ordre hospitalier de Saint-Antoine. Construite entre le XIIIe siècle et le XVIe siècle, la façade du bâtiment religieux domine la vallée du Furand. 

### Le viaduc du Furand

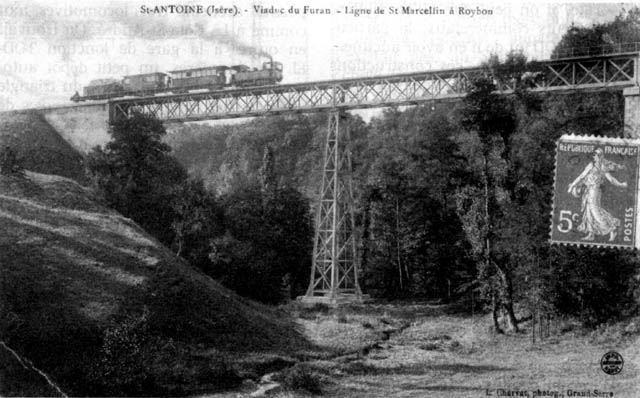
Viaduc du Furand au début du XXe siècle

Connu également sous l'orthographe de Viaduc du Furan, l'ouvrage d'art, construit entre 1903 et 1908 dominait la vallée du Furand sur le territoire de la commune de Saint-Antoine-l'Abbaye. Il permettait à la ligne de tramway Lyon - Saint-Marcellin de traverser la rivière et fut démoli en 1952 en raison de problèmes récurrents de maintenance. 
Il ne faut pas confondre ce viaduc avec un autre viaduc homonyme qui franchit encore en 2018, le Furand à Saint-Lattier.